# Станиславівський округ
Станиславівський округ, іноді Галицький округ — адміністративна одиниця Королівства Галичини та Володимирії у складі Габсбурзької імперії (з 1804 року — Австрійської імперії).

## Коротка історія

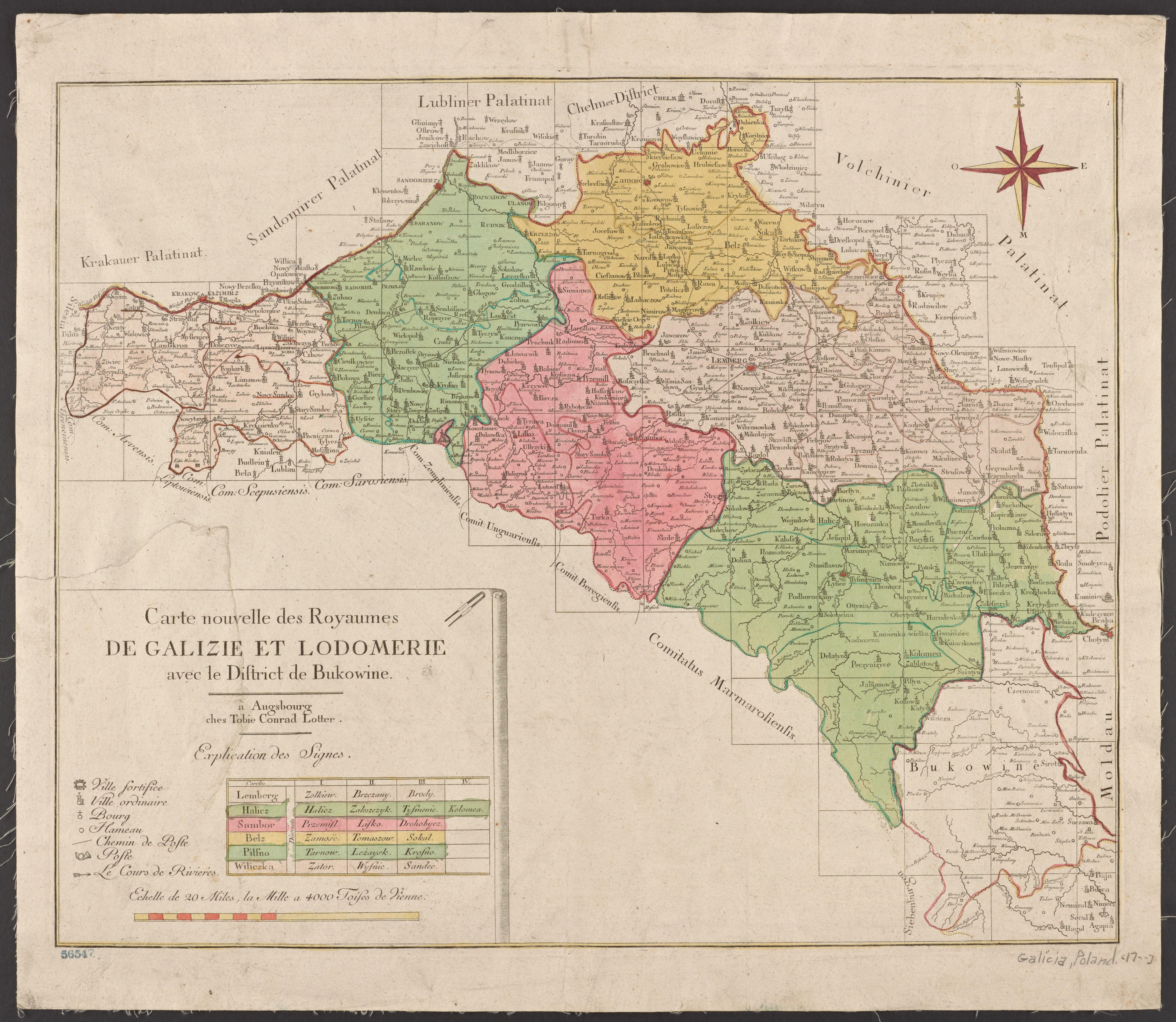
Адміністративний поділ Королівства Галичини та Володимирії у 1777—1782 роках

Галицька придворна канцелярія 2 вересня 1780 року видала декрет, згідно з яким гебернатор Галичини мав провести новий адміністративний поділ краю. Устрій Галичини мав бути ідентичним до того, який існував у решті провінцій Австрійської монархії. 22 березня 1782 року цісарева Марія Терезія видала патент, який ліквідовував дистрикти. Всю територію монархії ділили, зокрема, на губернії — основну адмінодиницю — та округи (циркули). Станиславівський округ створений у 1782 році разом з іншими 17-ма.
Існував до 1867 року, коли скасували округи та залишили лише повітовий адміністративний поділ (повіти виділені у складі округів у 1854[джерело?] році).
Окружне управління очолював староста, якого призначав цісар. Іншими урядниками були 1 заступник старости, 1—4 комісари (призначав цісар), 1 практикант, 1 секретар, 3 канцеляристи, 1 нотар, 2 кур'єри. Також округ (як, наприклад, Тернопіль, Самбір) мав свою касу з окремим персоналом.

## Географія
Станиславівський округ межував на заході зі Стрийським, на півночі — Бережанським, на сході — Заліщицьким, Чортківським і Коломийським округами. На півдні межував з Угорщиною.
У Станиславівському окрузі було 5 міст, 13 містечок та 264 села.

## Дистрикти, повіти
У 1781 році, зокрема, складався з першого дистрикту із центром у Галичі, другого — у Заліщиках, третього — у Коломиї, четвертого — у Тисмениці.
До 1867 року було 9 повітів (нім. bezirk):
- Станиславівський
- Тисменицький
- Тлумацький
- Монастириський
- Бучацький
- Богородчанський
- Делятинський
- Надвірнянський
- Галицький
- Солотвинський

Після адміністративної реформи (скасування округів) кількість повітів було скорочено.